# جين لارسن
جين لارسن (بالإنجليزية: Jeanne Larsen)‏ (1950)؛ مترجمة، شاعرة، كاتِبة وروائية أمريكية.